# 博阿文图拉
博阿文图拉是巴西帕拉伊巴州的一个市镇。总面积132.136平方公里，总人口7045人，人口密度53.3人/平方公里。